# Culzean Castle
Culzean Castle is een kasteel gelegen in het raadsgebied South Ayrshire in het zuidwesten van Schotland. Gelegen op een heuvel biedt het kasteel een uitzicht over de Firth of Clyde. Het kasteel alsmede de omringende tuinen van het Culzean Castle Country Park zijn opengesteld voor het publiek.

## Geschiedenis
Culzean Castle werd gebouwd in opdracht van David Kennedy, de 10e graaf van Cassilis. Hij instrueerde de bekende Schotse architect Robert Adam om een bestaand statig huis om te bouwen in een prachtig kasteel als zetel van zijn graafschap. Het kasteel werd in fases gebouwd tussen 1777 en 1792.
Het kasteel en de tuinen werden in 1945 door de familie Kennedy geschonken aan de National Trust for Scotland. In hetzelfde jaar werd het appartement boven in het kasteel, voor de rest van zijn leven, in bruikleen gegeven aan Dwight D. Eisenhower. Dit als erkenning voor zijn rol als opperbevelhebber van de Geallieerde strijdkrachten in Europa tijdens de Tweede Wereldoorlog. In totaal zou hij gedurende zijn leven vier bezoeken brengen aan het kasteel, waarvan één tijdens zijn ambtstermijn als 34e president van de Verenigde Staten. In het kasteel is een permanente tentoonstelling ingericht over het leven van Eisenhower.
In het kasteel kan overnacht worden en het is beschikbaar voor trouwerijen.
Sinds 1987 staat een afbeelding van het kasteel op de 5-pondbiljetten uitgegeven door de Royal Bank of Scotland.